# Taiwan-Nationalmuseum

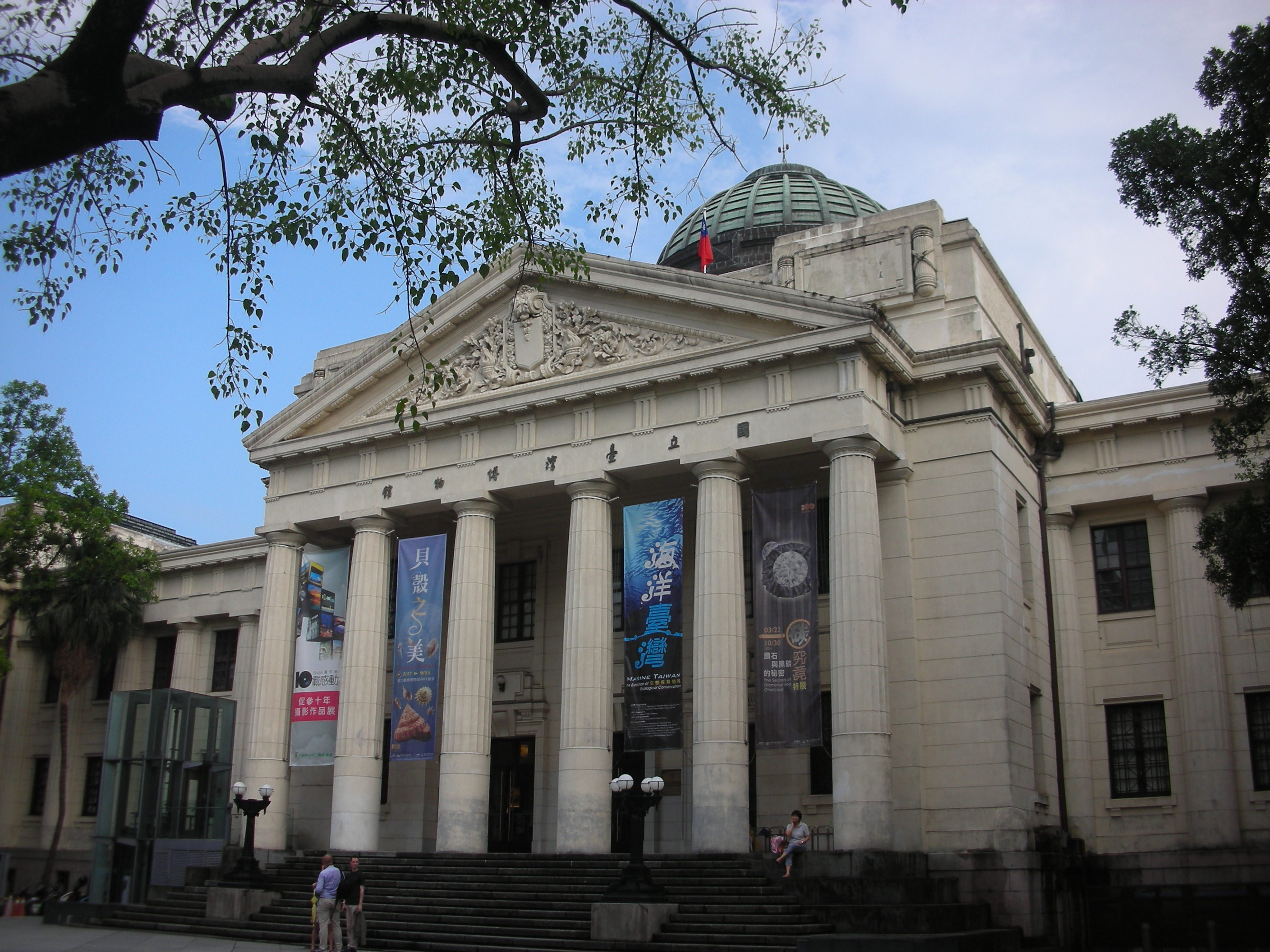
Portikus

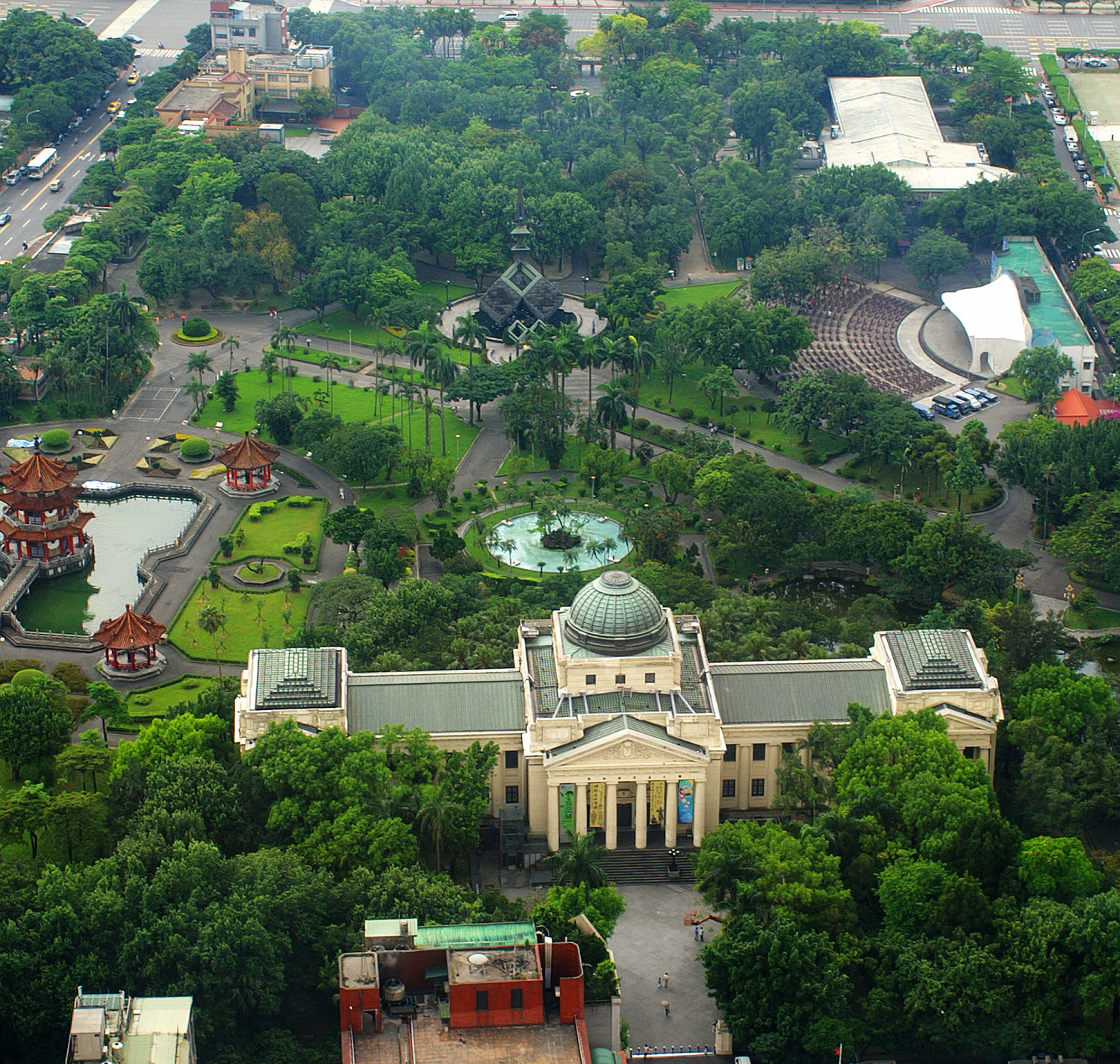
Museum aus der Vogelperspektive

Das Taiwan-Nationalmuseum (chinesisch 國立台灣博物館, Pinyin Guólì Táiwān Bówùguǎn, englisch National Taiwan Museum) in Taipeh ist das größte und älteste Museum in der Republik China auf Taiwan.

## Geschichte
Das Museum wurde am 24. Oktober 1908 zur Zeit der japanischen Herrschaft über Taiwan eröffnet. Anlass für die Einrichtung des Museums war die Fertigstellung der Eisenbahnlinie (der heutigen Westlichen Linie) von Taihoku (heute Taipeh) im Norden Taiwans nach Takao (heute Kaohsiung) im Süden. Anfangs fungierte das Museum unter dem Namen „Museum des Büros des Gouverneurs“ und wies mehr als 10.000 Ausstellungsobjekte in seinem Fundus auf. Von 1913 bis 1915 wurde ein neues repräsentatives Museumsgebäude errichtet. Das Museum erhielt danach zu Ehren des zwischen 1898 und 1906 amtierenden vierten Gouverneurs von Taiwan Kodama Gentarō und des Zivilgouverneurs Gotō Shimpei den Namen Gouverneur-Gentarō-Zivilgouverneur-Gotō-Gedenkmuseum (japan. 児玉総督後藤民政長官記念館).
Nach dem Ende der japanischen Herrschaft (1945) und der Etablierung der Republik China auf Taiwan (1949) kam das Museum unter die Zuständigkeit des Departements für Erziehung der Provinz Taiwan und erhielt die Bezeichnung Taiwan-Provinzmuseum (臺灣省立博物館). Zwischen 1961 und 1964 war das Museum aufgrund aufwändiger Renovierungsarbeiten geschlossen. Im Jahr 1999 wurde es dem Rat für Kulturangelegenheiten (chinesisch 文化建設委員會, Pinyin Wénhuà Jiànshè Wěiyuánhuì) unterstellt – einer Behörde, die direkt beim Exekutiv-Yuan angesiedelt war – und in Taiwan-Nationalmuseum umbenannt. Mit dem Wechsel der Verantwortlichkeiten war auch eine verbesserte Finanzausstattung verbunden, so dass Renovierungsarbeiten aufgenommen und Forschungsprojekte intensiviert werden konnten.

## Ausstellungen
Das Museum widmet sich einem breiten Themenspektrum aus Kunst- und Naturgeschichte mit dem Schwerpunkt auf Taiwan. Einen großen Teil der Bestände machen völkerkundliche Gegenstände der Ureinwohner Taiwans aus, die zum großen Teil bereits vor 1945 durch japanische Ethnologen und Forscher zusammengetragen wurden. Daneben gibt es Objekte aus der Geschichte Taiwans und zum Teil auch anderer Länder. Die naturkundlichen Sammlungen umfassen Fossilien, Tierpräparate, Schmetterlingssammlungen etc.
Vom politischen Wandel, der sich in Taiwan seit Mitte der 1980er Jahre vollzogen hat, ist das Museum nicht unbeeinflusst geblieben. Während früher, zur Zeit der Alleinherrschaft der Kuomintang, in den Ausstellungen die Zugehörigkeit Taiwans zum größeren chinesischen Kulturkreis betont wurde, verlagerten sich, insbesondere nachdem Chen Shui-bian bei der Wahl 2000 zum Präsidenten gewählt worden war, die Themenschwerpunkte und die Ausstellungen wurden Taiwan-zentrierter. Im Jahr 2003 gab es beispielsweise eine große Ausstellung Ilha Formosa, die sich der frühen Kolonialgeschichte Taiwans widmete und eine Ausstellung im Jahr 2007 hatte Taiwan auf Landkarten zum Thema.

## Museumsgebäude
Das Museumsgebäude zählt zu den bedeutendsten Bauten aus der japanischen Kolonialzeit in Taiwan und wurde im Jahr 1998 durch das Taiwanische Innenministerium zu einer „Nationalen Stätte von historischer Bedeutung“ (National Historic Site) erklärt.
Das Gebäude wurde nach Plänen der japanischen Architekten Nomura Ichiro (野村一郎) und Eiichi Araki (新木栄吉) im Stil des Eklektizismus erbaut. Die Gerüststruktur besteht aus Stahlbeton, ergänzt durch tragendes Ziegelmauerwerk, was damals eine sehr moderne Bauweise für Taiwan war. Das Gebäude hat drei Etagen und der Eingang befindet sich in der zweiten Etage. Ursprünglich waren nur das zweite und dritte Geschoss, die eine höhere Deckenhöhe aufweisen, als Ausstellungsräume vorgesehen, während im ersten Geschoss die Verwaltung etc. des Museums untergebracht werden sollte. Die sechs dorischen Säulen und der Portikus des Eingangsportals sind im klassisch-griechischen Stil gehalten. Die 16 Meter hohe Haupt- oder Eingangshalle ist von 32 korinthischen Säulen umrahmt, von einer Pantheon-ähnlichen Kuppel überwölbt und wird von zwei Ausstellungshallen seitlich flankiert. Die Fenster und die Haupthalle sind weitgehend im Renaissance-Stil gestaltet. Bronzene Statuen der namensgebenden Gouverneure Kodama und Gotō befinden sich in zwei Nischen der Eingangshalle. Für die Gestaltung der Glasfenster und der Glasmosaike an der Decke wurden Motive aus den Familienwappen der beiden gewählt. Das Innere des Museums ist reichhaltig mit Marmor ausgekleidet und für die Deckenverkleidung wurden Zypressenholz und Kupferkacheln verwendet.

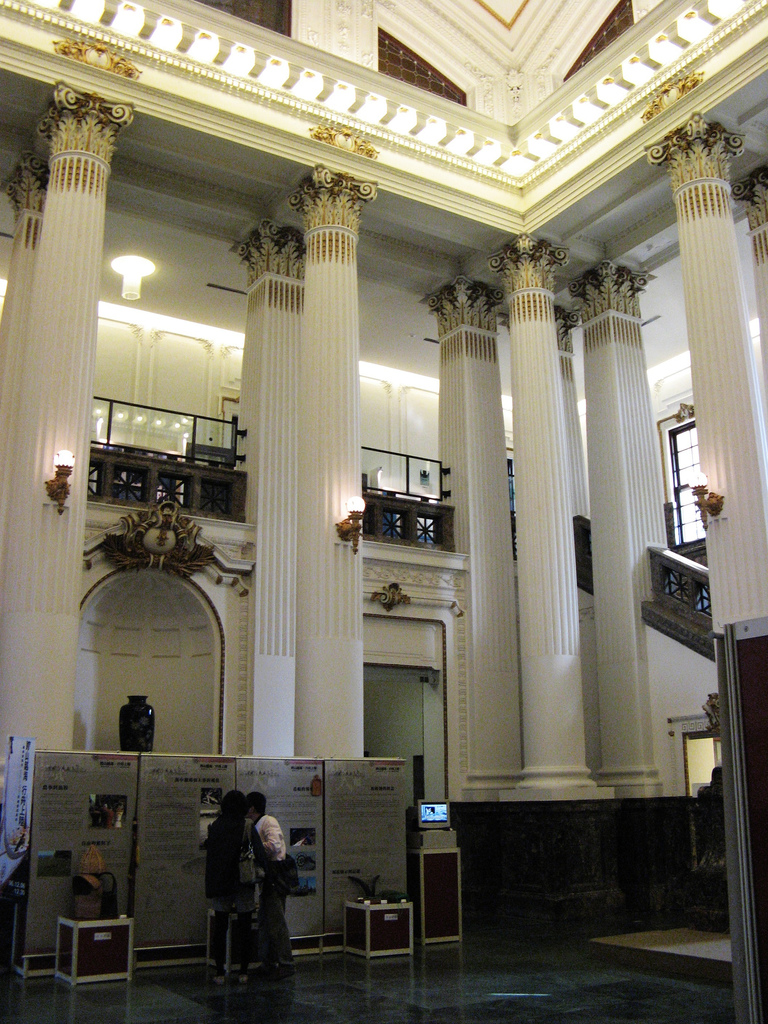
Haupthalle
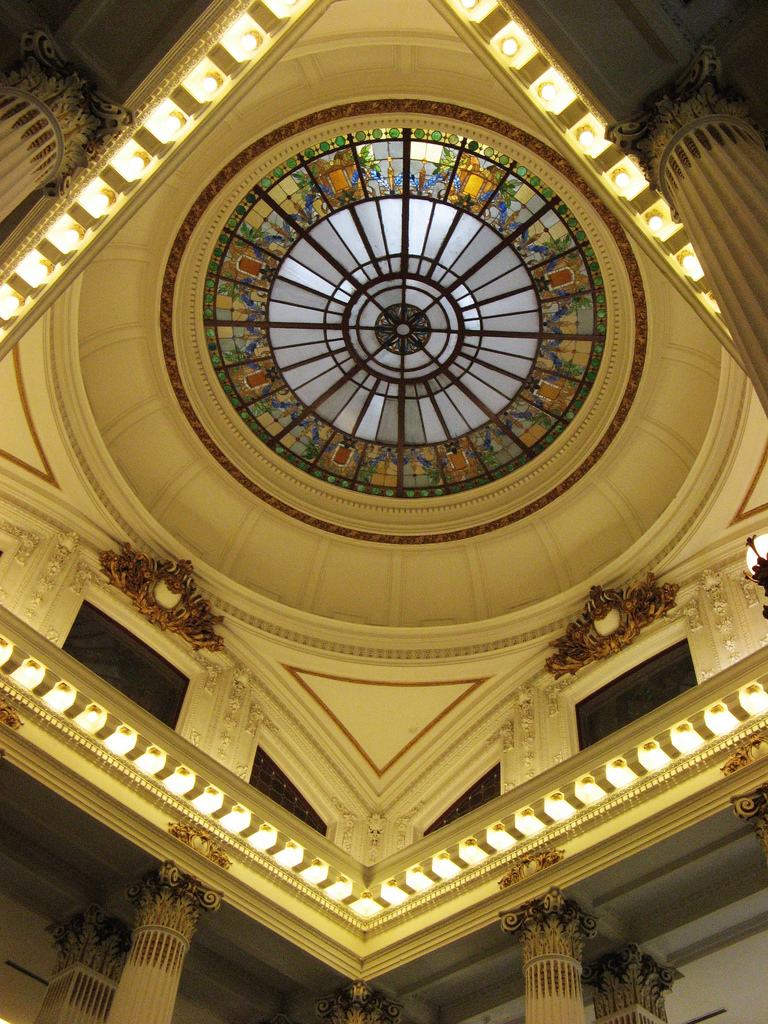
Farbige Glasdecke der Haupthalle
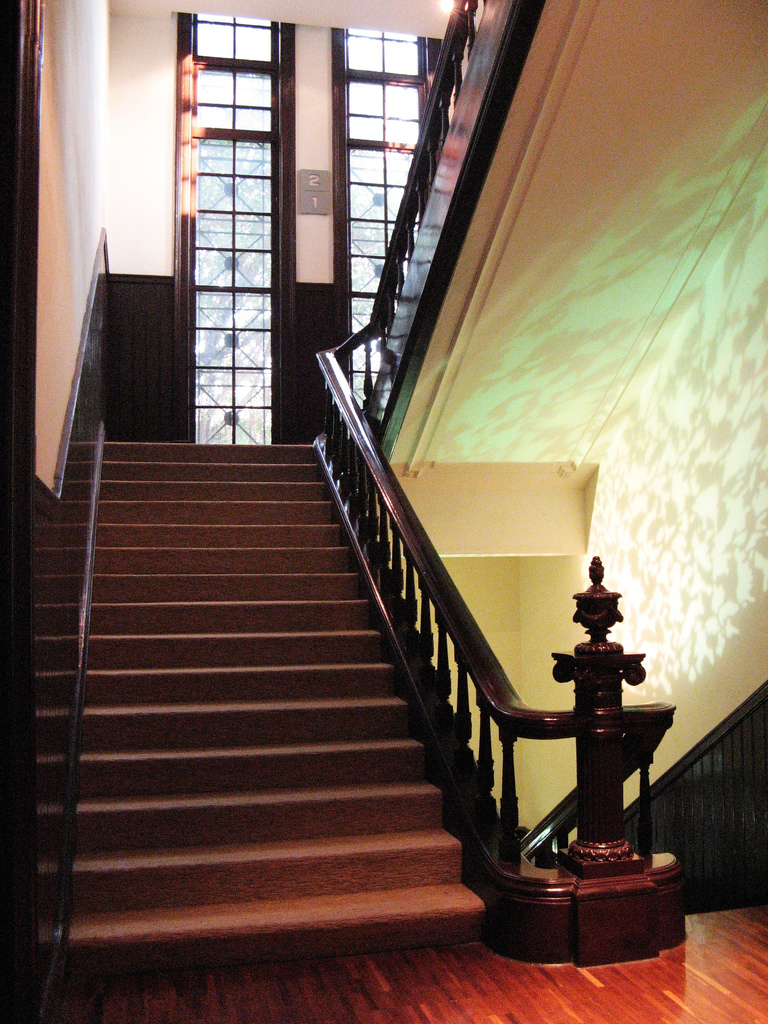
Treppenhaus
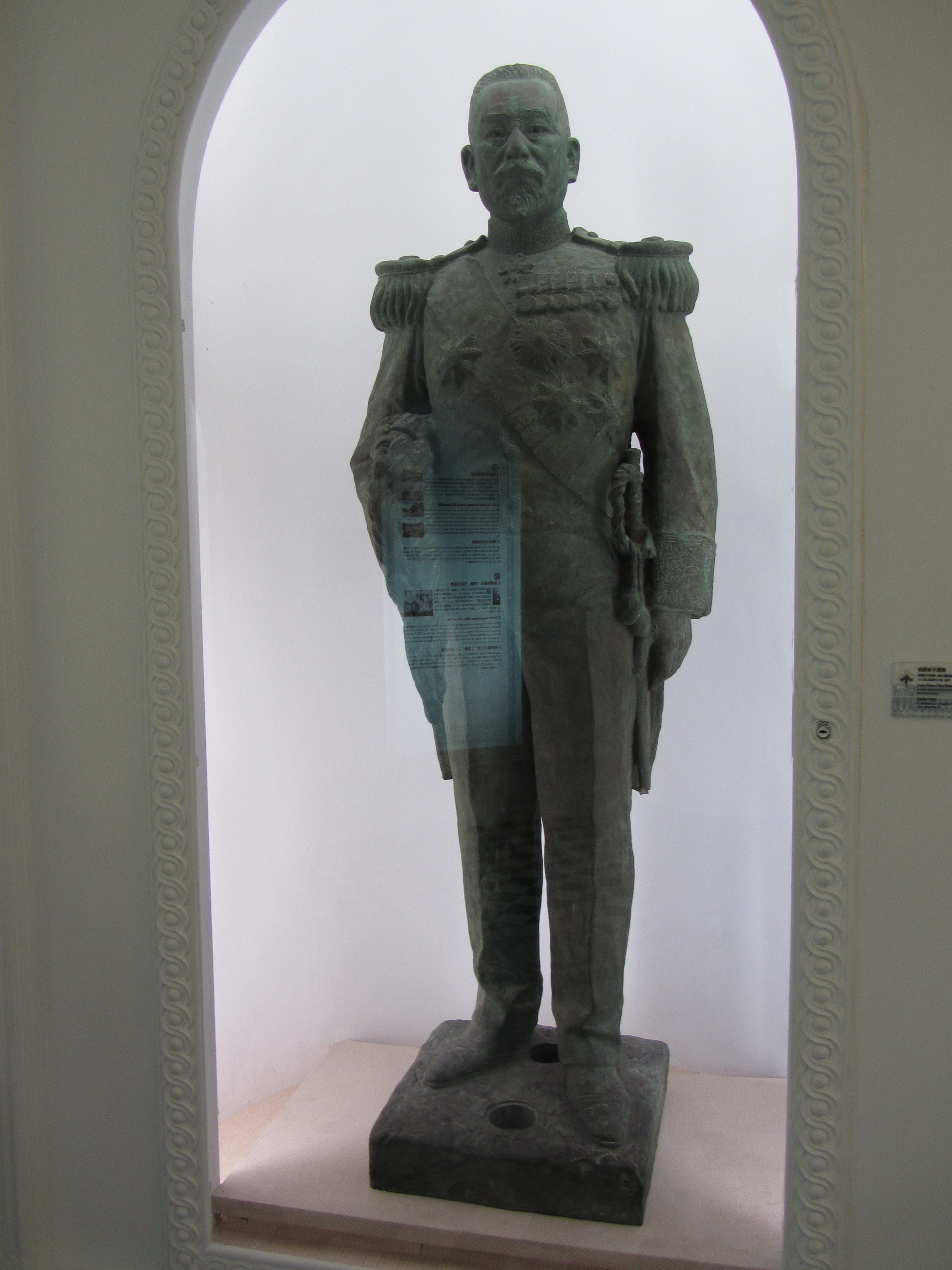
Gotō Shimpei
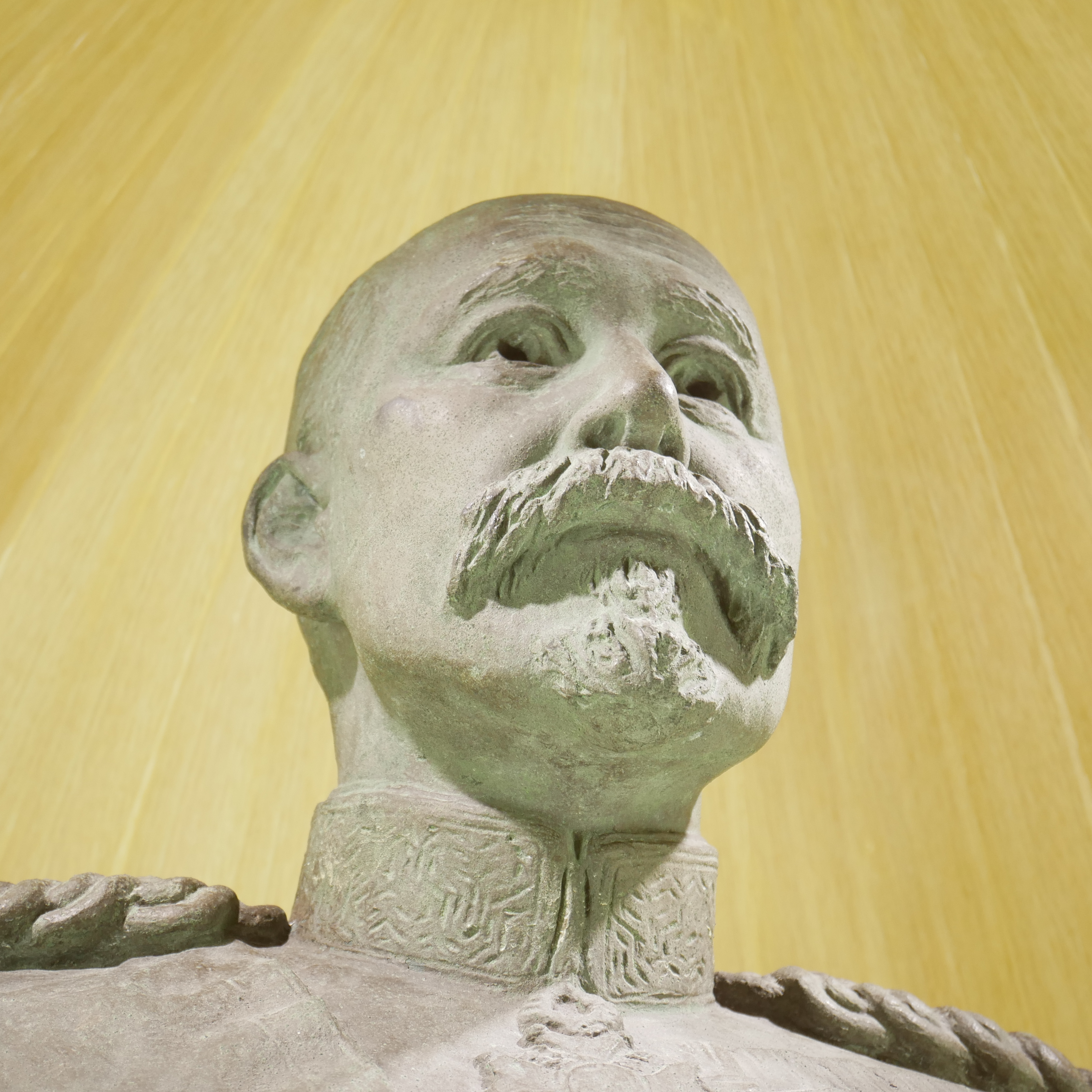
Kodama Gentarō